# 2018年纽约时报虚构类畅销书排行榜
这些是2018年曾在纽约时报小说畅销排行榜（面向成人的虚构类书籍）位列第一的图书列表。
| 日期     | 书名                                                   | 作者                              |
| -------- | ------------------------------------------------------ | --------------------------------- |
| 1月7日   | 《起源》（Origin）                                     | 丹·布朗                           |
| 1月14日  | 《人民诉亞歷克斯·克洛斯》（The People vs. Alex Cross） | 詹姆斯·帕特森                     |
| 1月21日  | 《後窗的女人》（The Woman in the Window）              | A·J·費恩                          |
| 1月28日  | 《後窗的女人》（The Woman in the Window）              | A·J·費恩                          |
| 2月4日   | 《永夜城》（City of Endless Night）                    | Douglas Preston and Lincoln Child |
| 2月11日  | 《正路》（Judgment Road）                              | Christine Feehan                  |
| 2月18日  | 《死亡黑暗》（Dark in Death）                          | 诺拉·罗伯茨                       |
| 2月25日  | 《独自伟大》（Great Alone）                            | Kristin Hannah                    |
| 3月4日   | 《独自伟大》（Great Alone）                            | Kristin Hannah                    |
| 3月11日  | 《独自伟大》（Great Alone）                            | Kristin Hannah                    |
| 3月18日  | 《独自伟大》（Great Alone）                            | Kristin Hannah                    |
| 3月25日  | 《尽情燃烧》（Burn Bright）                            | Patricia Briggs                   |
| 4月1日   | 《The Rising Sea》                                     | 克莱夫·卡斯勒和Graham Brown       |
| 4月8日   | 《意外英雄》（Accidental Heroes）                      | 丹妮爾·斯蒂爾                     |
| 4月15日  | 《消失》（The Disappeared）                            | C. J. Box                         |
| 4月22日  | 《一級玩家》(Ready Player One)                         | Ernest Cline                      |
| 4月29日  | 《贼》（The Thief）                                    | J.R. Ward                         |
| 5月6日   | 《坠落》（The Fallen）                                 | David Baldacci                    |
| 5月13日  | 《Twisted Prey》                                       | John Sandford                     |
| 5月20日  | 《第17个嫌疑人》（The 17th Suspect）                   | 詹姆斯·帕特森和 Maxine Paetro     |
| 5月27日  | 《第17个嫌疑人》（The 17th Suspect）                   | 詹姆斯·帕特森和 Maxine Paetro     |
| 6月3日   | 《戏班子》（The Cast）                                 | Danielle Steel                    |
| 6月10日  | 《局外人》（The Outsider）                             | 斯蒂芬·金                         |
| 6月17日  | 《Shelter in Place》                                   | 诺拉·罗伯茨                       |
| 6月24日  | 《总统不见了》（The President Is Missing）             | 詹姆斯·帕特森和比尔·克林顿        |
| 7月1日   | 《总统不见了》（The President Is Missing）             | 詹姆斯·帕特森和比尔·克林顿        |
| 7月8日   | 《总统不见了》（The President Is Missing）             | 詹姆斯·帕特森和比尔·克林顿        |
| 7月15日  | 《总统不见了》（The President Is Missing）             | 詹姆斯·帕特森和比尔·克林顿        |
| 7月22日  | 《总统不见了》（The President Is Missing）             | 詹姆斯·帕特森和比尔·克林顿        |
| 7月29日  | 《总统不见了》（The President Is Missing）             | 詹姆斯·帕特森和比尔·克林顿        |
| 8月5日   | 《情妇》（The Other Woman）                            | Daniel Silva                      |
| 8月12日  | 《起源》（Origin）                                     | 丹·布朗                           |
| 8月19日  | 《起源》（Origin）                                     | 丹·布朗                           |
| 8月26日  | 《尾旋下落》（Tailspin）                               | Sandra Brown                      |
| 9月2日   | 《瘋狂亞洲富豪》（Crazy Rich Asians）                  | 关凯文                            |
| 9月9日   | 《瘋狂亞洲富豪》（Crazy Rich Asians）                  | 关凯文                            |
| 9月16日  | 《瘋狂亞洲富豪》（Crazy Rich Asians）                  | 关凯文                            |
| 9月23日  | 《死亡筹码》（Leverage In Death）                      | J.D. Robb                         |
| 9月30日  | 《陪审员第三册》（Juror #3）                           | 詹姆斯·帕特森和 Nancy Allen       |
| 10月7日  | 《致命白》（Lethal White）                             | Robert Galbraith                  |
| 10月14日 | 《文森特·福林：红色战争》（Vince Flynn: Red War）      | Kyle Mills                        |
| 10月21日 | 《微光》（A Spark Of Light）                           | 茱迪·皮考特                       |